# 札幌競馬場
札幌競馬場（さっぽろけいばじょう/ 英: Sapporo Racecourse）は、北海道札幌市中央区にある中央競馬の競馬場。

## 競馬場概要
- 所在地：札幌市中央区北16条西16丁目1-1[1]
- 駐車場：有料（開催時1000円、場外発売時500円）[注 1][1]
- 入場料金：一般席100円、A指定席 (416席)1500円、B指定席 (460席)1000円[注 2][2]
- 在宅投票システム：詳細記事を参照。
- 電話投票用競馬場コード：01#

1907年（明治40年）10月に、桑園駅付近の現在地にて開設（開設までの経緯は#コース周回の変遷、札幌育種場競馬場、中島遊園地競馬場を参照）。
施設所有者は日本中央競馬会 (JRA) で、ホッカイドウ競馬が開催していた際（後述）は施設をJRAから賃借していた。
JRAでは非開催時も場外発売所（場外発売時は「パークウインズ札幌」と呼称）として使用しているほか、トレーニングセールの会場としても使用される。
札幌市の「広域避難場所」に指定されており、大規模火災の発生時には避難所としても使用される。

### スタンド・施設
1971年に竣工した旧メインスタンドは、小規模な改修を加えながら41年にわたり使われ、取り壊しを伴う大規模なスタンド改築は長らく行われなかったが、2012年10月より現在地で新スタンドへの改築工事に着手、2013年11月30日より新スタンドの一部となる「パークウインズ棟」が先行開業。2014年7月8日に竣工式が行われ、同年7月26日にグランドオープンした。
新メインスタンドは札幌競馬開催期間のほか、非開催日の場外発売に利用する「パークウインズ棟」と、札幌競馬開催期間中のみ供用される地上5階建ての「スタンド棟」の2棟に区分。1・2階が一般席、3階は指定席エリア、4階は馬主席エリア、5階は業務区域となる。日本の競馬場では初めてとなるテラス席「もいわテラス」が、パークウインズ棟の2階屋上に新設された。パークウインズ棟にはこのほか、天井の高い開放的な室内空間「ファンファーレホール」も設置された。
- 構造：鉄骨造地下1階・地上5階建
- 屋内面積：約30,000平米 (m2)
- 延床面積：41,899平米[11]
- 設計：松田平田設計[11]
- 収容人数：約2万人

上記以外の主な変更点
1. パドックが一新され、函館競馬場と同様に馬の脚元付近にあたる低い視点から見ることができる「ダッグアウトパドック」を新設。
2. パドックからコースまでの出走馬の移動用に「はなみち」を設置。レース前やレースを終えて引き上げてきた競走馬を観客が間近で見られるようになった。
3. 第4コーナー寄りのコース沿い部分を掘り下げ、「ターフサイドシート」を設置。地面に近い視点での観戦が可能になった。
4. パークウインズ棟の隣に、馬の展示厩舎と大小の放牧場を備えた「まきばガーデン」を設置。乗馬用サラブレッドやポニー・どさんこの展示を行い、馬とふれ合える空間とした。
5. 大型映像装置（ターフビジョン）も更新され、他のJRA競馬場と同様に着順掲示板と一体化された。

馬場内には投票所のほか、子供向け遊具「パカパカドーム」や水遊びができる「じゃぶじゃぶ池」、馬車の試乗会や体験乗馬などができる「ポニーリンク」がある。

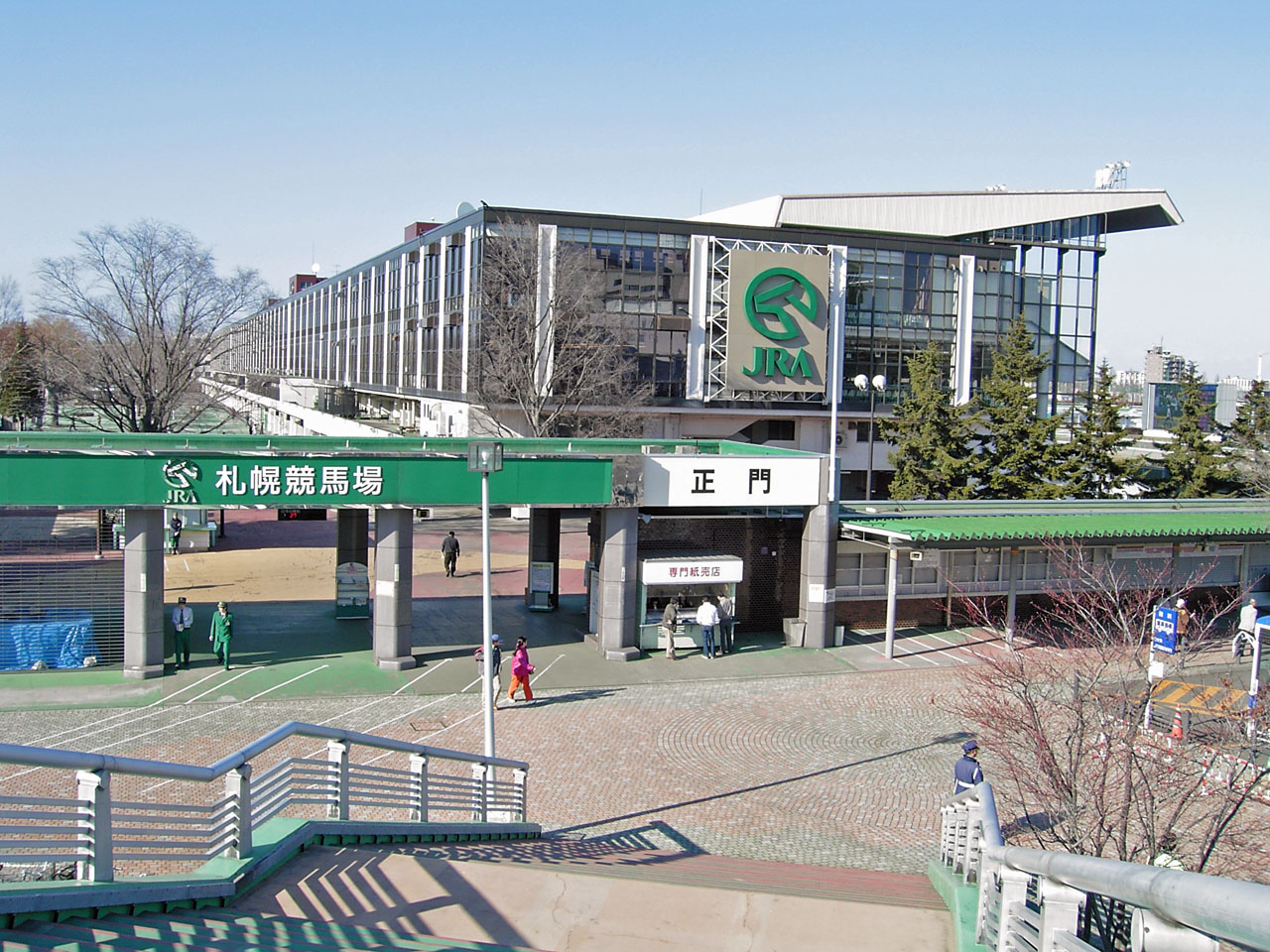
旧正門・メインスタンド（改築工事前）

旧スタンド施設（1971年竣工時）
- 構造：鉄筋コンクリート造3階建
- 延床面積：23,614平米
- 設計：梓建築事務所
- 収容人数：9,560人

## コース概要
芝コース・ダートコースともに平坦な右回りコースで、全体として大きな高低差はない（芝コースの高低差は0.7m、ダートコースの高低差は0.9m）ものの、向正面は芝コースとダートコースで異なる勾配がつけられている。障害競走用コースは設置されていない。
芝コース・ダートコースともに丸っこい形状が特徴で、楕円形というよりも円形に近い。
芝コースは1周距離が1640.9m（Aコース）あるわりに第4コーナーからゴールまでの直線が短く（Aコースの場合266.1m）、コーナーの半径も大きくとられて緩やかになっている。1周のうち直線距離よりもコーナーをまわる距離の方が長く、スパイラルカーブも採用されていないため、馬群の外を回れば回るほど距離のロスが大きくなる。ゴール板は第1コーナーに差し掛かる手前に設置されている。競馬エイトの松本ヒロシがJRA全10競馬場のコーナーについて、曲線やカーブの大きさを表す「R値」を算出して比較したところ、札幌競馬場は最も大きかった東京競馬場（187）に次ぐ値（167）だという。
ダートコースも同様で、1周の距離は1487mで中京競馬場に次ぐ大きさであるが、直線の長さは264.3mとやはり一周距離に比して短い。
1989年に新設（後述）された洋芝コースは野芝に比べ寒さに強く、緑色も鮮やかで見栄えがよい反面、メンテナンスに手間がかかるため野芝より傷みやすいうえ耐久性に乏しくパワーとスタミナを要するとされ、馬により適性も異なるため道外の競馬場で結果を残せなかった馬が札幌や函館でいきなり好走する場合がある。また、洋芝はしっかりと整備された馬場状態であれば野芝と比べても遜色のないタイムが出るものの、開催が終盤になるにつれて内側の芝に傷みが目立つようになり、内側のコースを通る馬が苦戦する傾向がある。このため、馬場の外側から差してくる馬（いわゆる「外差し」）も見られる。福島競馬場や小倉競馬場など小回りコースを得意としている馬であっても、札幌・函館では結果を残せないケースも見られるため、近年では札幌・函館の洋芝コースに対する適性が馬券検討などでもある程度重視されるようになった。

### 芝コース
- 1周距離：Aコース1640.9m, Bコース1650.3m, Cコース1659.8m[16]
- 直線：Aコース266.1m, Bコース267.6m, Cコース269.1m[16]
- コース幅員: Aコース25 - 27m, Bコース23.5 - 25.5m, Cコース22 - 24m [16]
- 距離設定：1000m, 1200m, 1500m, 1800m, 2000m, 2600m[16]
  - 芝1500mの距離設定は、中央競馬を開催する競馬場では札幌のみとなっている[20]。
  - ホッカイドウ競馬では芝コースを使用しない[21]。
- 出走可能頭数(フルゲート): 1200m・2000mは16頭, その他14頭[20]

### ダートコース
現在のダートコースは当初調教用馬場であったが、ホッカイドウ競馬では1975年からレースで使用していた。その後外回りコース（旧ダートコース）が芝コースに改修されたため、中央競馬でも新ダートコースとして使用を始めた。
ホッカイドウ競馬は2010年以降札幌競馬場での開催を行っていないが、開催権を保持していた2014年度の距離設定も併記する。
- 1周距離：1487.0m[16]
- 直線：264.3m[16]
- コース幅員：20m[16]
- 距離設定
  - 中央競馬：1000m, 1700m, 2400m[16]
  - ホッカイドウ競馬：900m（2歳のみ設定）, 1000m, 1600m, 1700m, 2400m（3歳以上のみ設定）, 2485m（3歳以上のみ設定）[21]
- 出走可能頭数（フルゲート）
  - 中央競馬：1700m=14頭[22], 1000m・2400m=12頭[20]
  - ホッカイドウ競馬：900m・1600m・2400m=12頭, その他14頭[21]

## 歴史

### コース周回の変遷

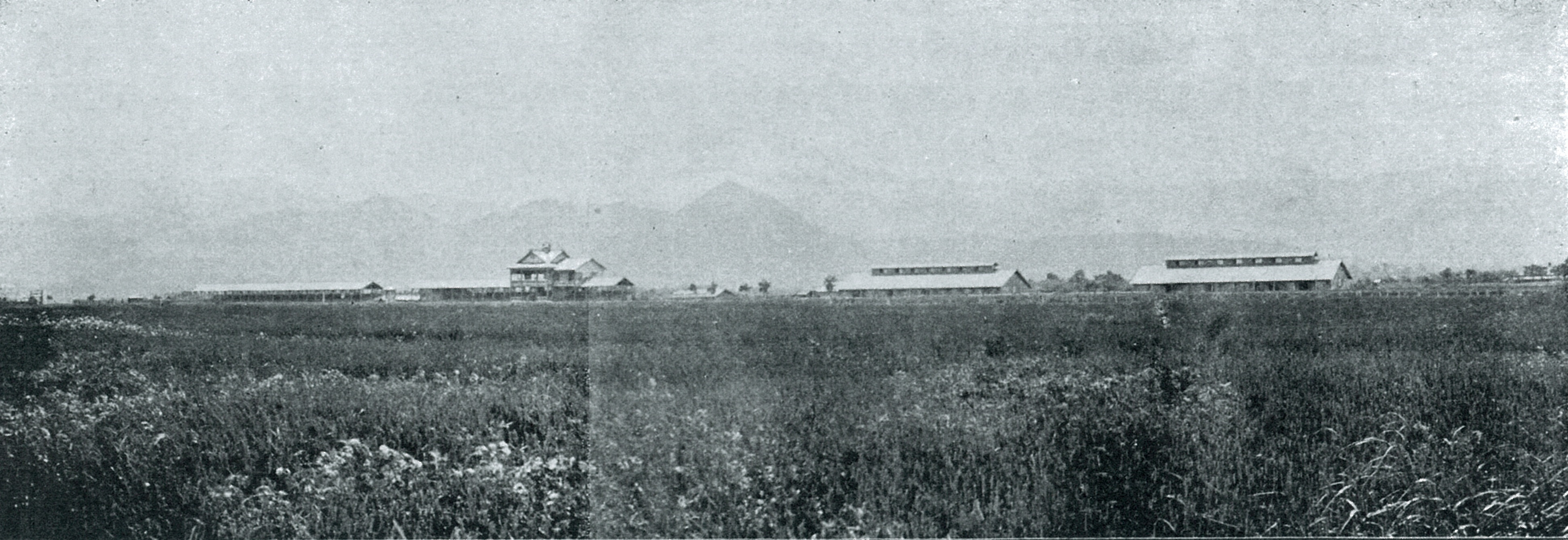
1910年 (明治43年)の札幌競馬場

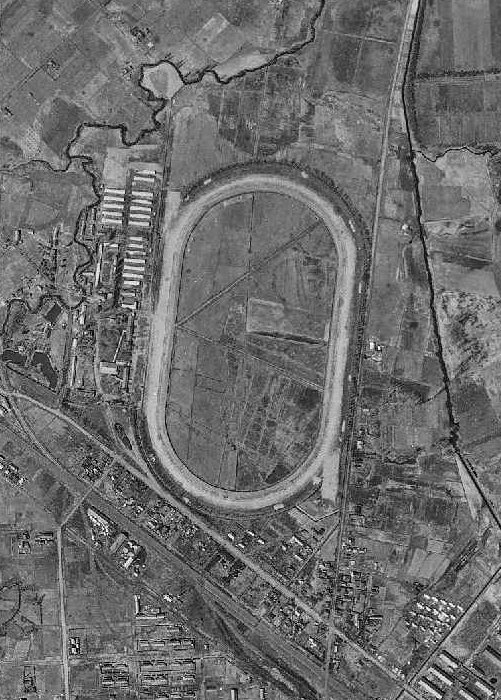
左回りだった頃の札幌競馬場（1948年）
正面左側と向正面右側にポケット地点があることが分かる

札幌競馬場の起源は、明治初期に公道で行われた仮設の直線コースに由来し、北海道庁付近のホップ園を周回する仮設馬場を経て1878年（明治11年）に開設された札幌育種場競馬場までさかのぼる。北海道では開拓にあたりアメリカからエドウィン・ダンを招いており、札幌育種場競馬場の指導にも関わっている。このため左回りが主流のアメリカ競馬の影響を強く受けており、札幌育種場競馬場やのちに移転された中島遊園地競馬場も左回りとなった。1907年（明治40年）に現在地で札幌競馬場が開設された頃にはアメリカから受けた影響も薄れ、横浜（根岸）競馬場などと同様に右回りとなった。当時は決勝線が正面直線の真ん中に設けられていたため、左右どちらの回りでも最後の直線距離はほぼ変わらなかったこともあり、右回りのほか左回りでも競走を行っていた。1932年（昭和7年）8月14日の札幌競馬を澄宮が観覧したことを報じた北海タイムスでは「札幌競馬特有の左手前（左回り）競走に特に興味を示した」旨が書かれており、札幌の左回り競走は当時の「名物」であった。
札幌競馬は太平洋戦争による中断を経て、1946年（昭和21年）7月に進駐軍主催のアメリカ独立記念日を祝う競馬会として再開。進駐軍は、戦争中に畑になっていたコースをわずか1日の突貫工事で整備。整備はアメリカ軍が手掛けたため、本国と同様に札幌競馬場は再び左回りとなった。この際に第4コーナー（現在の第1コーナー）へ合流する引込線が設けられ、直線に近い形（逆「へ」の字）の800mと、引込線からスタートして1周する2400mの競走が行われていた。こうして札幌競馬場では1974年（昭和49年）まで左回りでレースが行われ、1975年（昭和50年）のスタンド増改築工事とともに右回りに変更された。
1968年（昭和43年）までは左回りの砂コースで、1969年（昭和44年）から左回りダートに変更された後、1975年（昭和50年）に右回りダートに変更（前述）。1989年（平成元年）に100%洋芝の芝コースが新設された（次項）。

### 洋芝コースの設置とオーバーシードの技術開発

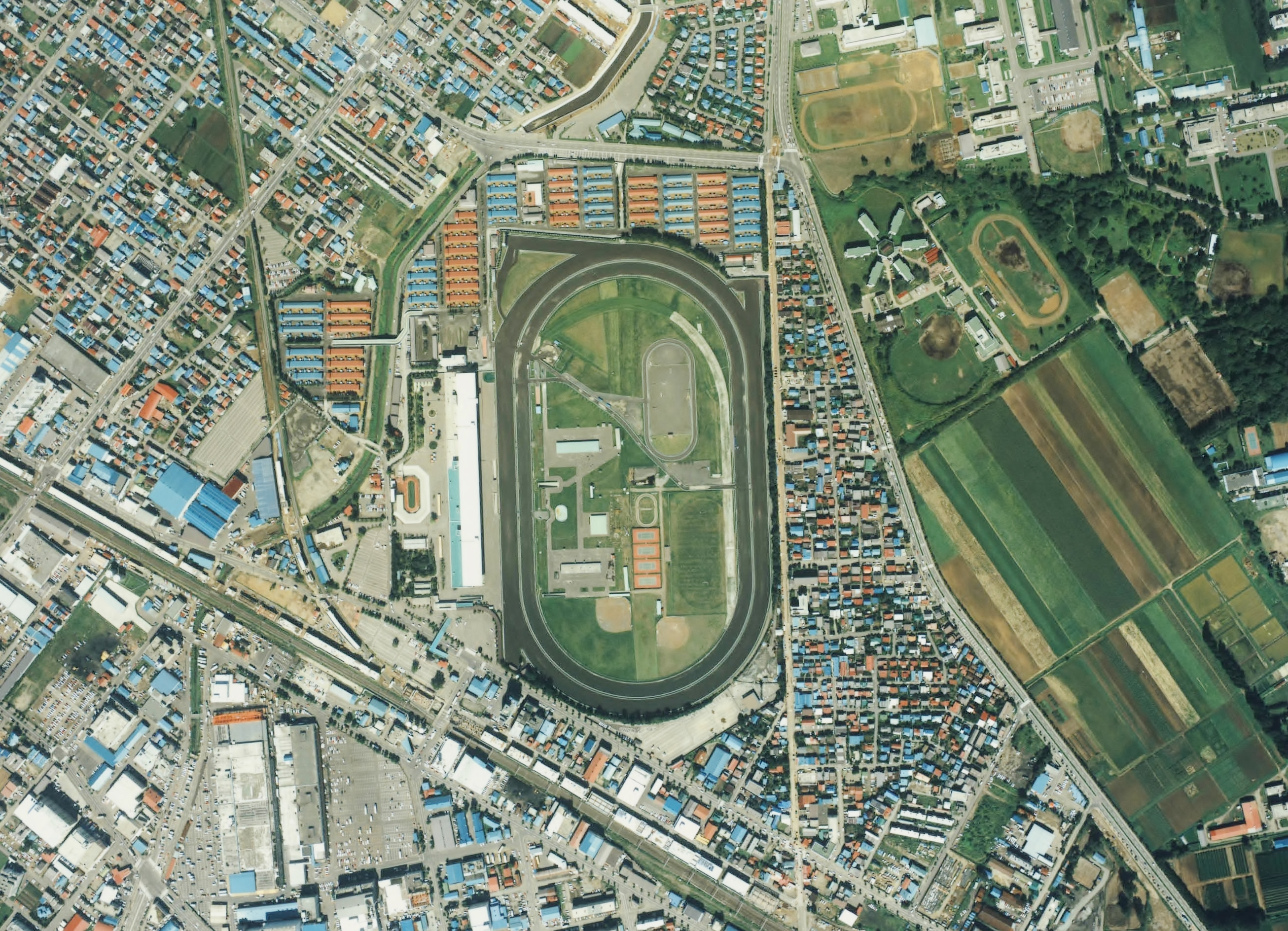
札幌競馬場付近の空中写真（1985年撮影、芝コース設置前）。ダートコースが2本あることが分かる
馬場内に見える白い部分は試験養生中の洋芝馬場

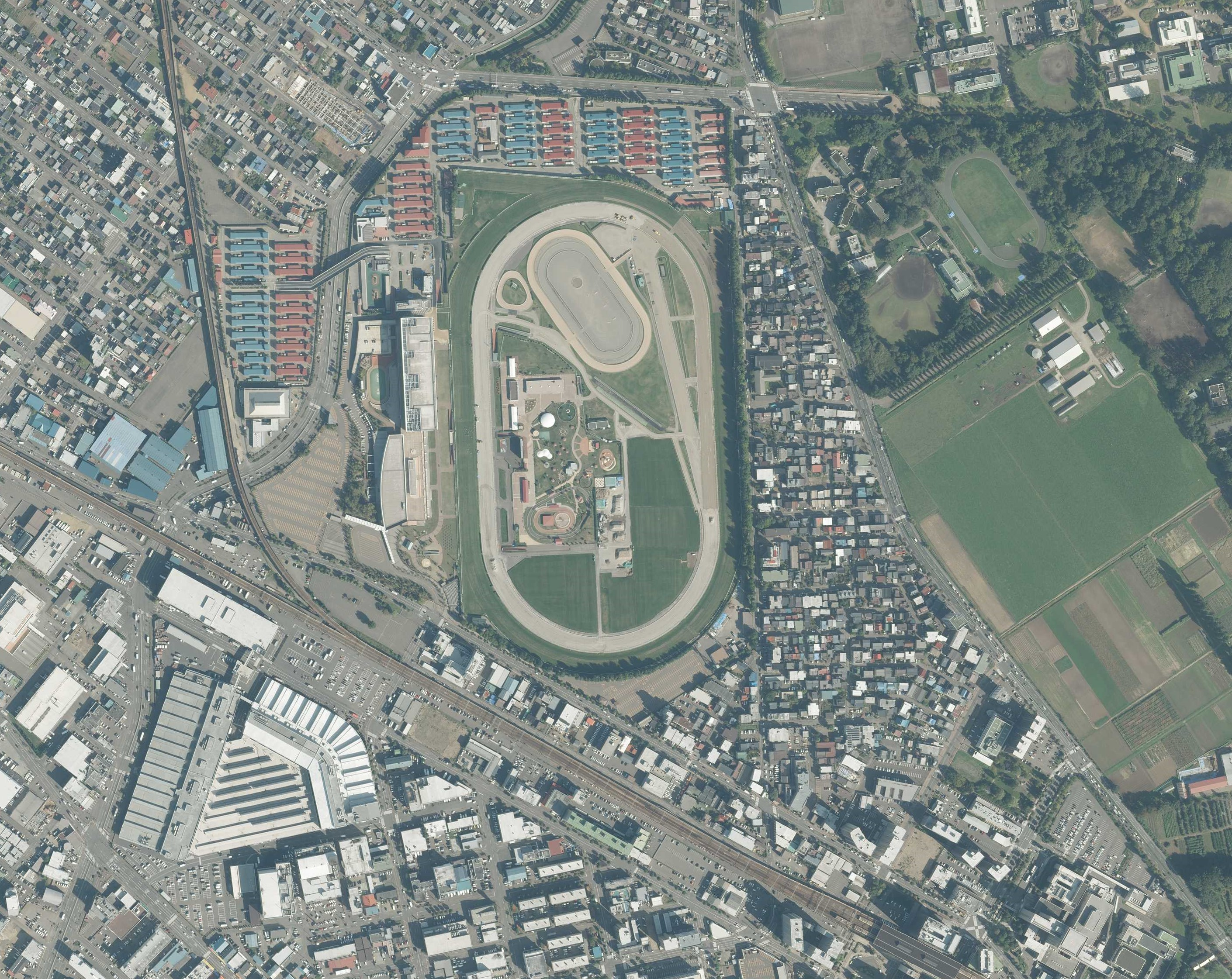
札幌競馬場付近の空中写真（2020年撮影）。

1988年（昭和63年）までの札幌競馬場には、中央競馬を開催する競馬場としては唯一、芝コースがなかった。従来、JRAの競馬場における芝コースでは冬季に枯れて休眠する性質を持つ暖地型芝（野芝）を使用していたため、冬季の冷え込みが厳しく積雪量も多い札幌では、野芝を植えても「ただ生えているだけ」の状態で馬場に使用することができず、芝コースの設置は道内でも比較的温暖な函館競馬場が北限とされていた（ただし、函館での野芝の育成は本州と比べ倍の時間を要した）。
しかし、札幌と同様に冷涼な気候の欧米では芝の競馬が行われていることから、JRAでは1977年（昭和52年）より競走馬総合研究所が中心となって札幌競馬場の気候条件に適した天然芝の研究・開発に着手し、寒さに強い性質を持つ複数の洋芝を用いた馬場生育法を確立。これにより、札幌競馬場でも芝コースの設置が可能になったことで1989年（平成元年）に外回りダートコースを改修し、ケンタッキーブルーグラス・トールフェスク・ペレニアルライグラスの3種類を混生させた100%洋芝の芝コースを新設。その後、1994年（平成6年）には函館競馬場でも芝コースを洋芝に変更するコース改修が行われた。なお、1989年（平成元年）のJRA札幌競馬は芝を育成・保護するため新ダートコース（旧内回りダートコース）のみで行われ、芝コースの運用開始は1990年（平成2年）からとなった。
芝コースの土台となる路盤も、洋芝に適した構造の研究を進めた。従来、競馬場の芝コースにおける路盤はしっかり締め固められた山砂層の上に黒土の肌土を置き、その上に芝を張るのが常識とされ、雨が降っても黒土層より下に蹄が潜らないうえ、芝の管理にも適した路盤構造とされていた。その反面、ひとたび雨が降るとゴール前では馬も人も泥で真っ黒になる事態も発生した。このような悪条件を解消するために吸水ローラーが開発されたりもしたが、札幌競馬場の路盤はそれすら必要とせず、馬場全体を均一に保つことができる画期的な馬場構造を実現した。また、札幌競馬場の芝コースは非常に水はけがよいため、芝コースの馬場状態が「重」になることは少なく、「不良」まで悪化したことは2019年（令和元年）まで一度もない。その後、他のJRA競馬場でもこれを応用した馬場構造が採用されたほか、後述のオーバーシード法とともに、天然芝を用いるサッカー場の構造にも応用されている。
一方、JRAではもう一つの課題として、「芝コースの通年緑化」という悲願もあった。1981年（昭和56年）にジャパンカップが東京競馬場に創設されたが、当時東京競馬場の芝コースは野芝のみを使用していたため、ジャパンカップの施行時期に当たる11月下旬には野芝が冬枯れし、芝コースも茶色くなっていた。第1回ジャパンカップで招かれた外国の関係者が茶色くなっていた東京競馬場の芝コースを見た際「どこに芝馬場があるの」などと言われ、これがJRAに芝馬場の通年緑化を決意させたきっかけとされる。その後、1986年（昭和61年）から競馬学校やトレーニングセンター（美浦・栗東）の芝馬場を使った調査試験に着手し、暖地型の野芝の上に寒地型の洋芝の種を秋にまいて発芽させる「冬期オーバーシード法」の技術が確立された。最初に実用化されたのは1991年（平成3年）の阪神競馬場で、1995年（平成7年）までに札幌と函館を除くJRAの8競馬場、美浦・栗東の各トレーニングセンターにおいても芝馬場の通年緑化が実現した。その後、各競馬場の開催時期に合わせた3種類のオーバーシード法が導入され、工夫や改良が施されている。

## 中央競馬の開催

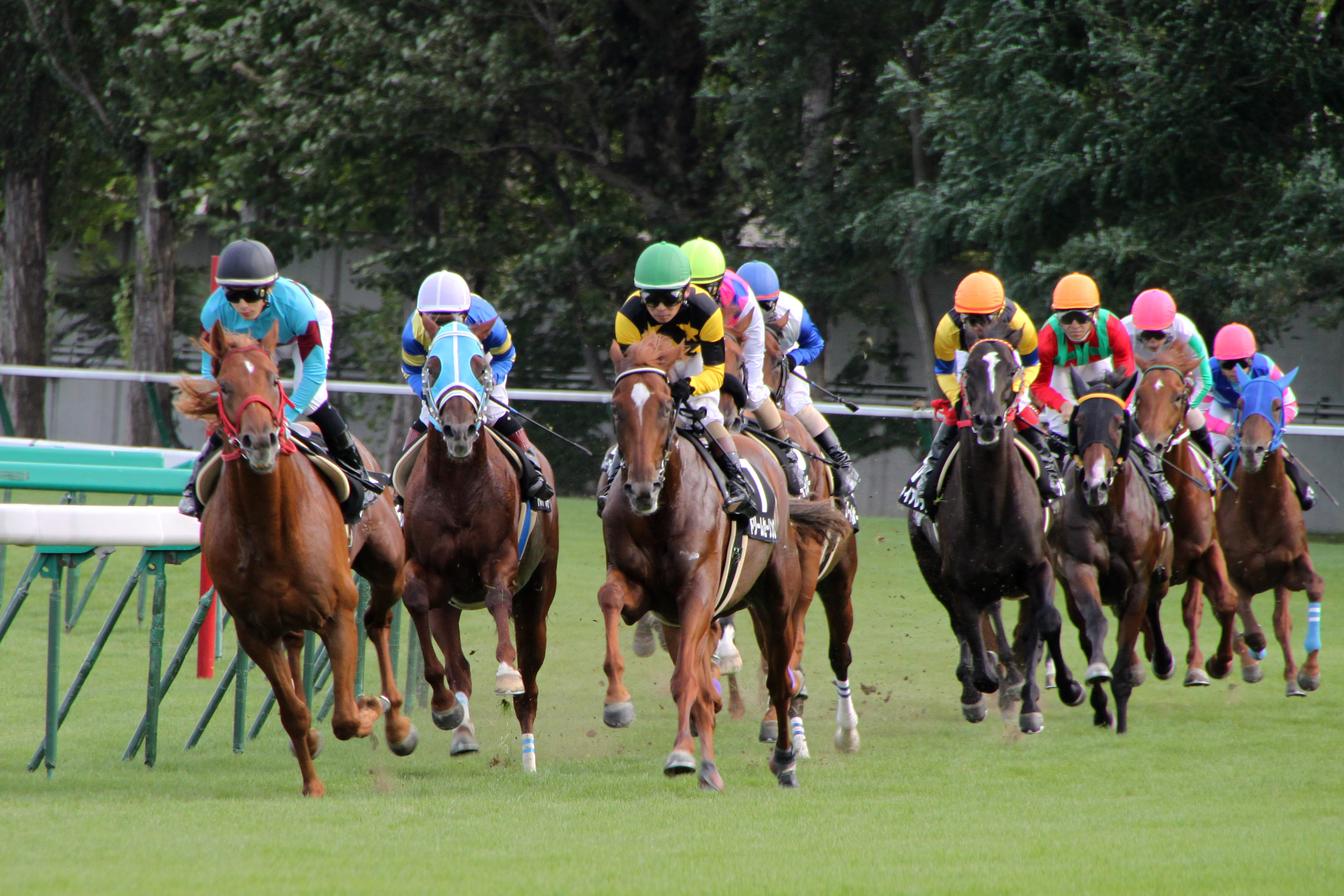
レースの模様

1848年、国営競馬による開催が決定。同年9月11日の札幌競馬場における競走が初開催となった。1954年、国営競馬から中央競馬に移行した後も、札幌開催は続けられている。
2022年は7月23日から9月4日まで2回・14日開催。全て第3場開催として扱われるが、夏季競馬で唯一のGII競走（札幌記念）も施行されるなど、同時開催している主場より注目される場合もある。また、函館競馬場と同様に一般競走も含め多くのレースで関東（美浦）所属と関西（栗東）所属の馬や騎手が混在する。
なお、例外的に2021年は東京オリンピックのマラソン・競歩競技が当初の会場だった東京都内の猛暑対策の観点で札幌市周辺に変更された関係に伴い、その警備上の観点から第1回札幌を6月の3週間、第2回札幌を8-9月の4週間で開催された。当初は2020年に同様の日割で開催予定であったが、新型コロナウイルス感染症の感染拡大に伴う東京オリンピックの開催延期により通常日程・「無観客競馬」で開催されていた。

### 重賞競走
2015年現在、施行されているのは以下の5競走。JRA競馬場で唯一、ハンデキャップ競走が行われていない。
GII
- 札幌記念（芝2000m）- 1965年創設。2006年からサマー2000シリーズに指定。2015年時点で唯一の、夏季競馬および入場料金100円の競馬場で行われるGII競走。

GIII
- クイーンステークス（芝1800m）- 1953年創設。1999年までは主に東京競馬場や中山競馬場で3歳牝馬限定戦として施行していたが、2000年より札幌競馬場で3歳以上の牝馬限定戦として施行。
- エルムステークス（ダート1700m）- ダート路線整備の一環として、1996年に創設。第1回は函館競馬場で施行され「シーサイドステークス」の名称だったが、第2回より札幌競馬場に変更され、名称も現名称となった。
- キーンランドカップ（芝1200m）- 短距離路線整備の一環として、2006年に創設されるとともにサマースプリントシリーズに指定。2014年からスプリンターズステークスのトライアル競走となり、1着馬に優先出走権を付与。
- 札幌2歳ステークス（芝1800m）- 1966年創設。1997年から芝1800mで施行。札幌競馬の最終開催を飾る競走。

### 発売する馬券の種類
全レース100円単位。
○…発売 ×…発売なし
| 単勝 | 複勝 | 枠番連複 | 枠番連単 | 馬番連複 | 馬番連単 | ワイド | 3連複 | 3連単 |
| ---- | ---- | -------- | -------- | -------- | -------- | ------ | ----- | ----- |
| ○    | ○    | ○        | ×        | ○        | ○        | ○      | ○     | ○     |

## ホッカイドウ競馬の開催
札幌競馬場では中央競馬のほか、1953年から2009年までホッカイドウ競馬も開催しており、中央競馬を開催する競馬場としては最後まで、地方競馬を併催していた。2010年以降はホッカイドウ競馬が門別競馬場での単独開催となったため、以後は中央競馬のみ開催している。
開催を行わなくなった2010年以降も、北海道地方競馬実施条例には施行競馬場として札幌競馬場が残されている（2014年7月15日改正時点）ほか、ホッカイドウ競馬の番組編成要領には札幌競馬場での出走可能頭数など札幌競馬場に関する記述が2014年時点では残っていた（2015年の要領からは削除）。地方競馬全国協会の公式サイトでは、「競馬場ガイド」のページに札幌競馬場は記載されていない一方、「地方競馬のあらまし」のページでは主催者と競馬場の一覧に中央競馬との共用競馬場として中京競馬場とともに札幌競馬場の記載がある。ホッカイドウ競馬では2021年に一般のファンから「第3期北海道競馬推進プラン」の素案に対する意見を募集し、札幌競馬場での開催を望む声もあったが、コスト面での問題から札幌での開催は困難としている。
また、ホッカイドウ競馬による場外発売所（札幌場外発売所）としても使用されていたが、2009年の開催最終日をもって場外発売を終了した。

### 開催日数の変遷
2005年（平成17年）以降の札幌競馬場におけるホッカイドウ競馬の開催日数は以下の通り。
開催日数は2007年（平成19年）から大幅に減少し、2009年（平成21年）の開催日数はわずか6日だった。2010年以後は門別競馬場を会場として、すべての開催日を「グランシャリオナイター」として施行しているため、札幌競馬場でのホッカイドウ競馬は休止扱いとなっている。このため2009年が現状最後となった。
- 2005年（平成17年）: 32日[42]
- 2006年（平成18年）: 36日[43]
- 2007年（平成19年）: 13日[44]
- 2008年（平成20年）: 8日[45]
- 2009年（平成21年）: 6日[46]

## レコードタイム・基準タイム
JRAではコース改修をした最初の開催を通じて、距離別・コース別各々での最高タイム（第1着馬が記録したもの）を「基準タイム」と定義しており、次開催以降に基準タイムを上回った場合に、初めてレコードタイムとして記録される。
ホッカイドウ競馬では基準タイム制度を設けておらず、レコードタイムも中央競馬開催時とは別に記録している。このため、ダートの競走ではホッカイドウ競馬のレコードタイムが中央競馬のそれを上回るケースも見られた。
すべてサラ系の競走のみ記載。

### 中央競馬
出典：JRA公式サイト 中央競馬レコードタイム 札幌競馬場
- †は基準タイム。
- 2025年8月3日現在

#### 芝コース（2歳）
| 距離  | タイム | 競走馬           | 性別 | 斤量 | 騎手     | 記録年月日    |
| ----- | ------ | ---------------- | ---- | ---- | -------- | ------------- |
| 1000m | 0:56.9 | カイカノキセキ   | 牝   | 54kg | 鮫島克駿 | 2021年6月12日 |
| 1200m | 1:07.9 | ポメランチェ     | 牝   | 54kg | 藤岡佑介 | 2021年6月19日 |
| 1500m | 1:28.6 | ニタモノドウシ   | 牡   | 55kg | 川田将雅 | 2024年8月18日 |
| 1800m | 1:47.2 | クレパスキュラー | 牡   | 55kg | R.キング | 2025年8月3日  |
| 2000m | 2:02.1 | ミヤマザクラ     | 牝   | 54kg | 藤岡佑介 | 2019年8月31日 |

#### 芝コース（3歳以上）
| 距離  | タイム | 競走馬             | 性齢 | 斤量 | 騎手       | 記録年月日    |
| ----- | ------ | ------------------ | ---- | ---- | ---------- | ------------- |
| 1000m | 0:56.5 | オギティファニー   | 牝5  | 54kg | 郷原洋司   | 1996年6月23日 |
| 1200m | 1:07.4 | シュバルツカイザー | 騸5  | 55kg | 池添謙一   | 2023年7月23日 |
| 1500m | 1:27.3 | ヴァトレニ         | 騸3  | 54kg | 横山和生   | 2021年6月27日 |
| 1800m | 1:45.7 | キャトルフィーユ   | 牝5  | 55kg | 福永祐一   | 2014年8月3日  |
| 2000m | 1:58.6 | タスカータソルテ   | 牡4  | 57kg | 横山典弘   | 2008年8月24日 |
| 2600m | 2:37.6 | ポンデザール       | 牝5  | 54kg | C.ルメール | 2020年8月8日  |

#### ダートコース（2歳）
| 距離  | タイム | 競走馬         | 性別 | 斤量 | 騎手     | 記録年月日    |
| ----- | ------ | -------------- | ---- | ---- | -------- | ------------- |
| 1000m | 0:58.5 | グランドサン   | 牡   | 53kg | 安田康彦 | 2001年9月15日 |
| 1700m | 1:44.9 | サージュミノル | 牡   | 54kg | 坂井瑠星 | 2017年8月12日 |

#### ダートコース（3歳以上）
| 距離  | タイム | 競走馬           | 性齢 | 斤量 | 騎手     | 記録年月日    |
| ----- | ------ | ---------------- | ---- | ---- | -------- | ------------- |
| 1000m | 0:57.5 | ミリオンセンプー | 牡6  | 55kg | 柴田政人 | 1990年6月24日 |
| 1700m | 1:40.9 | ロンドンタウン   | 牡4  | 57kg | 岩田康誠 | 2017年8月13日 |
| 2400m | 2:32.1 | エンダウメント   | 牡3  | 54kg | 吉田隼人 | 2019年8月24日 |

### ホッカイドウ競馬
2009年シーズン終了時までの記録。
3歳以上における2000年以前の記録は、旧馬齢表記で記載。
中央競馬開催におけるレコードタイム・基準タイムよりも速い場合は、タイムを太字で表記する。
参考資料：Record Time Room

#### ダートコース（2歳）
| 距離  | タイム | 競走馬             | 性別 | 斤量 | 騎手     | 記録年月日     |
| ----- | ------ | ------------------ | ---- | ---- | -------- | -------------- |
| 900m  | 0:53.5 | サクラギンリン     | 牡   | 53kg | 安藝郁治 | 1989年8月23日  |
| 1000m | 0:58.9 | テッセンスーパー   | 牡   | 54kg | 松田路博 | 1989年9月28日  |
| 1100m | 1:05.3 | キタノジライ       | 牡   | 55kg | 角川秀樹 | 1993年9月30日  |
| 1600m | 1:42.7 | ディーエスジャック | 牡   | 53kg | 宮崎光行 | 1999年11月9日  |
| 1700m | 1:47.0 | ディラクエ         | 牡   | 55kg | 山口竜一 | 2007年10月25日 |

#### ダートコース（3歳以上）
| 距離  | タイム | 競走馬             | 性齢 | 斤量 | 騎手       | 記録年月日     |
| ----- | ------ | ------------------ | ---- | ---- | ---------- | -------------- |
| 1000m | 0:56.8 | サウスヴィグラス   | 牡6  | 56kg | 柴田善臣   | 2002年6月13日  |
| 1100m | 1:05.6 | イージーサークル   | 牝4  | 54kg | 由井日呂司 | 1989年9月18日  |
| 1600m | 1:41.2 | ヤマノセイコー     | 牡8  | 57kg | 松本隆宏   | 1997年5月29日  |
| 1700m | 1:43.4 | ホロトマイケル     | 牡5  | 55kg | 佐々木一夫 | 1989年8月29日  |
| 2400m | 2:31.0 | プレジデントシチー | 牡8  | 52kg | 村本善之   | 1990年9月24日  |
| 2485m | 2:38.8 | ジンクライシス     | 牡6  | 56kg | 宮崎光行   | 2007年11月13日 |

## アクセス
- 北海道旅客鉄道（JR北海道）桑園駅より徒歩約10分[1]。
  - 桑園駅の開業100周年を記念し、2024年8月11日の第9レース「桑園特別」に桑園駅開業100周年記念の副題が付記された[48]。
- 地下鉄東西線二十四軒駅より徒歩約15分[1]。

### 無料送迎バス
競馬開催日は札幌競馬場 ⇔ 桑園駅間、札幌競馬場 ⇔ 二十四軒駅間に無料送迎バスを運行している。